# Leopold VI
Leopold de Babenberg, dit Leopold el Gloriós o Leopold VI (1176 – 26 de juliol de 1230, San Germano) fou duc d'Estíria el 1194 i duc d'Àustria de 1198 a 1230. Sota el seu regnat la casa dels Babenberg va arribar a l'apogeu. Fou protector dels ordes mendicants i dels Cavallers Teutònics. Agafat en les querelles entre el papa i els Hohenstaufen, va prendre partit pels emperadors i va fracassar en la seva temptativa de crear a Viena un bisbat separat de Passau.

## Família

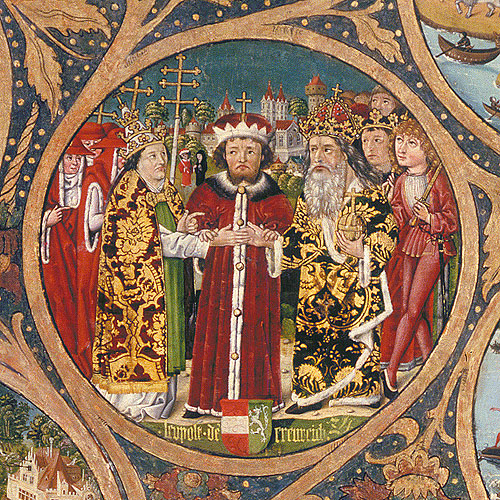
Leopold VI (imatge del segle XV)

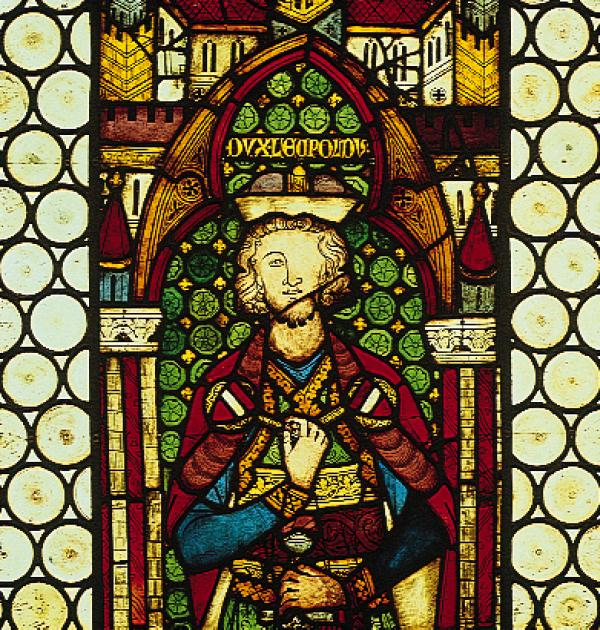
Leopold VI, vitrall, anònim

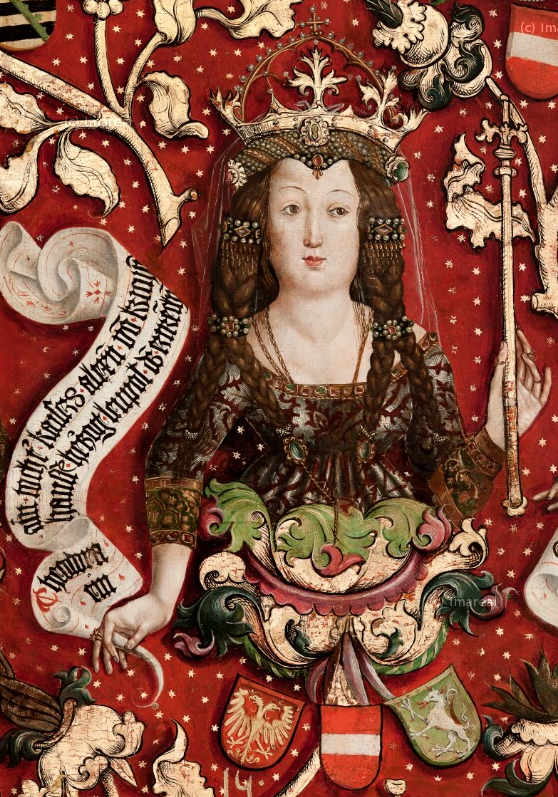
Teodora, esposa de Leopold

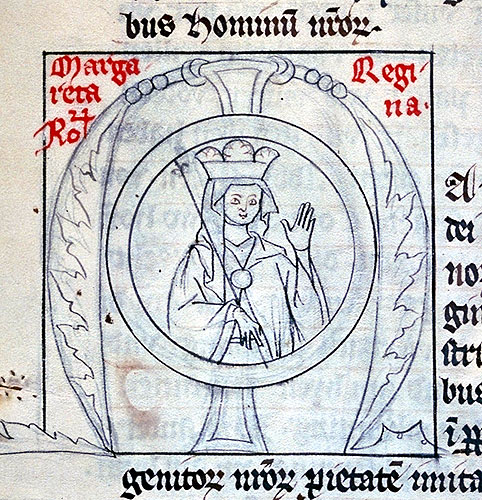
Margarida d'Àustria

Fill petit de Leopold V el Virtuós, es va casar el 1203 amb una princesa romana d'Orient, Teodora Comnena, morta el 1246, qui li va donar com a fills:
- Margarida d'Àustria (1204-1266), casada amb Enric II de Suàbia, i després amb Ottokar II de Bohèmia;
- Agnès (1205-1226)
- Leopold (1207-1216)
- Enric, duc de Mödling (1208-1228)
- Frederic II (1211-1246), duc d'Àustria
- Gertrudis (1210-1241), casada amb Enric I Raspe landgravi de Turíngia i anti-rei.
- Constança (1212-1243), casada amb Enric l'Il·lustre, marcgravi de Mísnia

## Govern
Leopold va heretar del seu pare el ducat d'Estíria i poc després el d'Àustria a la mort del seu germà Frederic I el Catòlic el 1198. L'any següent fou atacat per Imre o Emeric, rei d'Hongria; la pau es va ajustar un any després per un tractat signat el dia de Pentecostes del 1200.
Es va fer croat i va anar a Palestina el 1209-1210, i després va participar el 1211 amb el comte de Jülich/Juliers i d'altres senyors alemanys a la croada contra els albigesos. El 1213, va dirigir les seves tropes a la península Ibèrica per lluitar contra els almohades. El 1217 va tornar a Palestina amb Andreu II d'Hongria per la Cinquena Croada. El desembre van fracassar en l'intent de conquerir la fortalesa del Mont Tabor, que domina la plane d'Acre. L'any següent van participar en la campanya contra Egipte. L'agost del 1218, van atacar la ciutadella de Damiata. Leopold va agafar el comandament de l'exèrcit a la mort del comte de Berg i va aconseguir el 26 d'agost a apoderar-se de la torre. Va iniciar l'octubre següent el setge de la vila de Damiata, però va retornar a Àustria abans que la vila fou conquerida per Joan de Brienne el desembre de 1219. Abans de partir, va fer donació de cinc mil marcs de plata als Cavallers Teutònics, per l'adquisició d'una terra, i de cinquanta marcs d'or als templers, gratificats a més amb cinc-cents marcs de plata pel comte de Chester.
El 1226, el seu fill Enric l'Impiu, que havia fet duc de Mödling, es va revoltar contra Leopold i va expulsar a la seva mare del castell d'Haimbourg. Enric va morir el 1227 deixant una filla, Gertrudis. El 1230, Enric, rei dels Romans, fill gran de l'emperador Frederic II i gendre de Leopold, va confirmar els privilegis del ducat d'Àustria (bàsicament el Privilegium Minus) amb el consentiment dels prínceps electors. Leopold, que havia marxat a Itàlia per participar en l'acord de pau entre l'emperador i el papa, va morir a San Germano el 28 de juliol de 1230. Les seves entranyes foren enterrades a l'Abadia de Montecassino i el seu cos a l'abadia cistercenca de Lilienfeld, que ell mateix havia fundat.